# Коловрэй (спортивный центр)
Спортивный центр Коловрэй (фр. Centre sportif de Colovray) — спортивный комплекс в Ньоне, Швейцария; расположен напротив штаб-квартиры УЕФА. Состоит из шести площадок, предназначенных для игры в футбол и регби. Одна из площадок оборудована также беговой легкоатлетической дорожкой. Главный стадион имеет крытую трибуну и вмещает 7200 зрителей. Количество сидячих мест на трибуне 860. Свои матчи на этом стадионе проводит футбольный клуб «Стад Ньон». Общая площадь спортивного центра более 100000 квадратных метров.
На стадионе состоялся финал Чемпионата Европы U-19 в 2004 году. Комплекс принимал также встречи женского Чемпионата Европы U-17 в период с 2008 по 2013 годы, после чего стал принимать полуфиналы и финал Юношеской лиги УЕФА. В 2010 году муниципалитет Ньона, в пригороде которого располагается штаб-квартира УЕФА, передал этой организации городской стадион «Коловрэй».